# Абдуллаев, Джура Абдуллаевич
Джура Абдуллаевич Абдуллаев (21 февраля 1927, Ташкент — 18 апреля 2020, Ташкент) — советский и узбекский учёный в области информационных технологий, академик АН Узбекистана (1989), заслуженный деятель науки Узбекистана.
Автор более 250 научных трудов, в том числе 9 монографий и более 40 изобретений. Подготовил 4 докторов и более 20 кандидатов наук. Награждён в 2003 г. орденом «Мехнат Шухрати».

## Биография
Родился в Ташкенте 21 февраля 1927 года.
В 1934—1944 гг. учился в школе № 41 г. Ташкента. Трудовую деятельность начал в 1944 г. в качестве кочегара паровоза в депо Ташкент-пассажирская, работал помощником машиниста паровоза и дизель-поезда.
В 1948 г. поступил и в 1953 г. окончил энергетический факультет Среднеазиатского политехнического института (ныне Ташкентский государственный технический университет). В 1954—1957 гг. проходил целевую аспирантуру в Институте автоматики и телемеханики РАН. Там же в 1958 г. защитил диссертацию на соискание ученой степени кандидата технических наук. В 1973 г. защитил диссертацию на соискание ученой степени доктора технических наук. В 1982 г. ему присвоено ученое звание профессора. В 1960—1976 гг. работал в Институте энергетики и автоматики АН Узбекистана заведующим лабораторией телемеханики и информационной техники.
Возглавляя с 1976 г. Ташкентский электротехнический институт связи, Д. А. Абдуллаев осуществил перестройку в проведении научных исследований, способствовал развитию научно-методических работ, общественных и технических дисциплин.
В качестве ректора Ташкентского электротехнического института связи Д. А. Абдуллаев показал себя умелым организатором, скромным, принципиальным, внимательным и чутким руководителем, умеющим сплотить и мобилизовать коллектив на успешное выполнение поставленных задач.
Профессор Д. А. Абдуллаев организовал и возглавил кафедру цифровой техники и управляющих систем электросвязи, на которую была возложена подготовка специалистов по перспективным цифровым системам связи, развитию цифровой и микропроцессорной техники, локальных вычислительных сетей.
Под научным руководством Д. А. Абдуллаева достигнуты значительные научные результаты в обеспечении программ космических исследований, имеющие большое практическое значение. При его прямом участии разработаны теоретические вопросы обработки телевизионной информации и созданы автоматические устройства для измерения наземным персоналом параметров взаимного движения космических аппаратов по видеоизображению контролируемого объекта.
При поддержке Д. А. Абдуллаева и под руководством Р. И. Исаева ещё в 1986 г. в г. Ташкенте была создана первая в Центральной Азии волоконно-оптическая линия связи и разработаны некоторые теоретические вопросы повышения эффективности и надежности её функционирования.
В 1992 году Д. А. Абдуллаев был назначен министром высшего и среднего специального образования Республики Узбекистан (1992—1994 гг.). По поручению руководства страны он возглавлял разработку мероприятий по реорганизации высшего образования в стране в соответствии с международными стандартами.
Работая председателем Отделения механики, процессов управления и информатики АН (1995—1997 гг.), Д. А. Абдуллаев особое внимание уделяет развитию НИР и укреплению материально-технической базы институтов Отделения в условиях рыночной экономики.
В 1997 году Д. А. Абдуллаев был направлен в Научно-исследовательский центр Министерства связи Узбекистана (ныне Центр научно- технических и маркетинговых исследований — ЦНТМИ). Д. А. Абдуллаев начал изучение состояния энергопотребления и энергосбережения в предприятиях связи.
Работая с 2004 года заведующим кафедрой Ташкентского университета информационных технологий, Д. А. Абдуллаев организовал учебные курсы для магистров, отражающие современные направления теории и развития систем телекоммуникации.
Длительное время Д. А. Абдуллаев был председателем Бюро Узбекской территориальной группы Национального комитета по автоматическому управлению, членом Президиума Республиканского профсоюза работников связи, членом Научного совета АН РУз по проблеме «Кибернетика», Республиканского комитета по присуждению государственных премий им. Беруни в области науки и техники. Д. А. Абдуллаев — активный популяризатор и пропагандист научной и технической мысли в Узбекистане. Его многочисленные статьи и интервью в газетах, брошюры, выступления по радио и телевидению несут в массы идеи научно-технического прогресса, пропагандируют прогрессивные формы и методы учебного процесса в технических вузах.
Многосторонняя научная деятельность и оригинальные научные труды Д. А. Абдуллаева получили признание научной общественности в Узбекистане и за его пределами. Он избран членом Академии наук Узбекистана (1989), Международной академии Экоэнергетика (1999), Всемирного Совета по возобновляемым энергиям при ЮНЕСКО (1999). Результаты исследований, выполненных им лично и совместно с коллегами, опубликованы в 9 монографиях и учебных пособиях, а также более чем в 250 научных статьях, на выполненные разработки получены свыше 40 авторских свидетельств и патентов.
Свои научные исследования Д. А. Абдуллаев совмещал с подготовкой научных кадров. Под его научным руководством подготовлены 4 доктора и 15 кандидатов наук. В настоящее время он является научным консультантом 3 докторантов, руководит аспирантами и магистрантами.
За заслуги в развитии науки, подготовке научных и инженерных кадров, совершенствовании научно-методических работ, активную педагогическую и общественную деятельность Д. А. Абдуллаев награждён орденами, медалями и Почётными грамотами, ему присвоены Почётные звания «Заслуженный деятель науки Республики Узбекистан», «Мастер связи» и «Устоз» (Наставник) Министерства высшего и среднего специального образования Узбекистана. За участие в выполнении программ космических исследований он награждён «Дипломом имени лётчика-космонавта Ю. А. Гагарина» и медалью имени академика С. П. Королёва. Американский Биографический Институт включил биографические данные Д. А. Абдуллаева в «Международный справочник выдающихся лидеров».

## Научная деятельность
Джура Абдуллаевич Абдуллаев — академик Академии наук Республики Узбекистан, доктор технических наук, профессор, заслуженный деятель науки Узбекистана, является видным ученым и общественным деятелем, внесшим значительный вклад в развитие кибернетической науки, разработку актуальных теоретических и прикладных проблем развития народного хозяйства, науки и высшего образования в республике, в подготовку научно-педагогических кадров. Сфера научных интересов Д. А. Абдуллаева многогранна: разработка проблем информационного обеспечения систем управления реального времени, разработка и внедрение бесконтактных систем телемеханики, теоретические аспекты расчета и повышения надежности цифровых устройств, теория кодирования и передачи дискретных сообщений, исследование и разработка методов повышения точности в информационно-измерительных системах сложной структуры, современные проблемы теории конечных автоматов, автоматического управления и контроля, теория и методы оперативной обработки измерительной и видеоинформации.